# Сосина, Ольга Петровна
О́льга Петро́вна Со́сина (род. 27 июля 1992, Альметьевск, Татарстан) — российская хоккейная нападающая, игрок «Агидели», выступала в составе сборной России.

## Биография
В хоккей на профессиональной основе играет с 2007 года, В настоящее время выступает за ХК Агидель (Уфа). Игровой номер — 18. С 2009 года выступает за сборную России. В настоящий момент является студенткой Нижегородского училища олимпийского резерва.

## Достижения

### Клубные
- Чемпионка России (2008, 2010).
- Серебряный призёр чемпионатов России (2009, 2011, 2012, 2013).
- Обладательница Кубка Европейских чемпионов 2009 года.

### В сборной
- Бронзовый призёр «Кубка четырёх наций» в составе молодёжной сборной России.
- Участвовала в хоккейном олимпийском турнире в Ванкувере, на юниорском чемпионате мира 2010 года и в пражском турнире Кубка вызова.
- Участница международного турнира «Challenge cup» в Праге.
- Бронзовый призёр чемпионатов мира 2013 и 2016 годов.
- Чемпионка зимней Универсиады 2015 и 2017 годов.